# Pasíteles

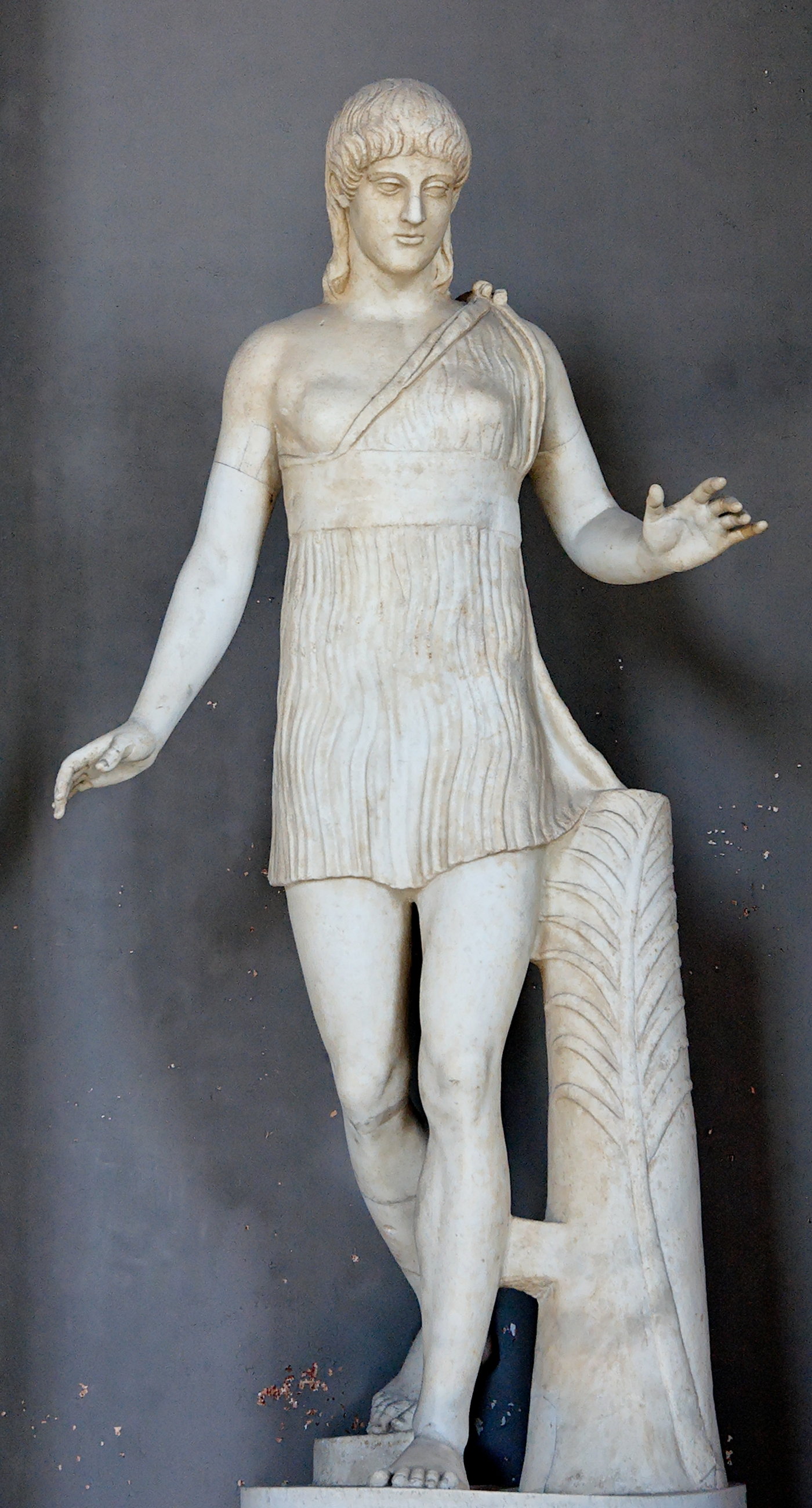
Atalanta, Museus Vaticanos

Pasíteles foi um escultor da Grécia Antiga, pertencente à Escola Neo-Ática e ativo em Roma no tempo de Júlio César. Plínio, o Velho, diz que ele nasceu na Magna Grécia, e obteve cidadania romana. Trabalhou em grande parte como copista de obras célebres.